# Скумско
Скумско или Сконско (грч. Βράχος, до 1926. грч. Σκούμτσικον) је насељено место у општини Рупишта у периферији Западна Македонија, Грчка. Према попису из 2021. године било је 25 становника.
Бугарски писац и филолог Георги Константинов Бистрицки, 1919. године наводи да у Скумском има 25 кућа Грка. Некада је Скумско било словенско насеље, али је касније било насељено грчким сточарима из Епира.